# Anopsicus soileauae
Anopsicus soileauae är en spindelart som beskrevs av Willis J. Gertsch 1982. Anopsicus soileauae ingår i släktet Anopsicus och familjen dallerspindlar. Inga underarter finns listade i Catalogue of Life.